# Greg Ireland
Greg Ireland (* 5. Oktober 1965 in Orangeville, Ontario) ist ein kanadischer Eishockeytrainer, der seit Oktober 2024 als Cheftrainer beim HC Ajoie aus der Schweizer National League (NL) unter Vertrag steht.

## Karriere
Greg Ireland begann seine Trainerkarriere 1992 als Cheftrainer der Oakville Blades in der kanadischen Jugendliga COJHL. Zur Saison 1994/95 wechselte er zu den Caledon Canadians in der MTJHL, bevor er ab 1998/99 die Dayton Bombers in der Profiliga ECHL übernahm und dort mit fünf aufeinander folgenden Spielzeiten seinen bisher längsten Posten als Cheftrainer bekleidete.
2003/04 schließlich verließ Ireland die ECHL und wechselte in die American Hockey League als Co-Trainer zu den Grand Rapids Griffins, dem Farmteam der Detroit Red Wings. Zur Mitte der Saison 2004/05 wurde Ireland zum Cheftrainer der Mannschaft befördert und verblieb bis 2006/07 in diesem Amt, ehe er für drei Spielzeiten die San Antonio Rampage übernahm.
Im Februar 2011 trat Greg Ireland schließlich seine erste Station in Europa an, als er zur Postseason vom HC Lugano aus der National League A verpflichtet wurde, um den Klub vor dem Abstieg zu bewahren. Das Vorhaben gelang und Ireland wechselte erneut nach Nordamerika, um fortan die Jugendmannschaft Owen Sound Attack in der kanadischen Ontario Hockey League zu trainieren.
Mitte Juli 2015 bat Ireland beim Management der Owen Sound Attack um Auflösung seines noch ein Jahr laufenden Vertrages, um ein Stellenangebot aus einer höherklassigen Liga annehmen zu können. Kurz darauf wurde bekannt, dass Ireland die Nachfolge von Geoff Ward als neuer Cheftrainer der Adler Mannheim aus der Deutschen Eishockey Liga antritt und dort einen Vertrag bis zum Ende der Saison 2016/2017 erhält. Im Februar 2016 trennten sich die Adler von Ireland, nachdem man in der laufenden Saison deutlich hinter den sportlichen Erwartungen zurückblieb.
Am 16. Januar 2017 wurde Ireland als Nachfolger von Doug Shedden Cheftrainer des HC Lugano in der National League A (NLA). Er führte die «Bianconeri» ins Playoff-Halbfinale, wo die Mannschaft mit 1:4-Siegen gegen den SC Bern ausschied. Im April 2017 unterzeichnete er einen Vertragsverlängerung über zwei Jahre beim HCL. Nachdem er mit Lugano in der Saison 2018/19 mit 0:4 im Viertelfinale gegen den EV Zug ausgeschieden war, kam es zwischen Ireland und dem Verein zur Trennung.
Anfang Januar 2020 wurde er vom HC Bozen mit Spielbetrieb in der Erste Bank Eishockey Liga als Cheftrainer eingestellt und ersetzte dort seinen Landsmann Clayton Beddoes. Ende März 2020 wurde er zusätzlich neuer Nationaltrainer Italiens. In der Saison 2022/23 war Ireland als Cheftrainer von Kunlun Red Star aus der Kontinentalen Hockey-Liga (KHL) angestellt. Ende Oktober 2024 übernahm er den Cheftrainerposten beim HC Ajoie aus der Schweizer National League, nachdem Christian Wohlwend zuvor entlassen worden war.